# رویتسش
رویتسش (به آلمانی: Roitzsch) یک منطقهٔ مسکونی در آلمان است که در زاندرزدوف-برنا واقع شده‌است. رویتسش ۲٬۵۹۱ نفر جمعیت دارد.